# St. Magnus (Everswinkel)

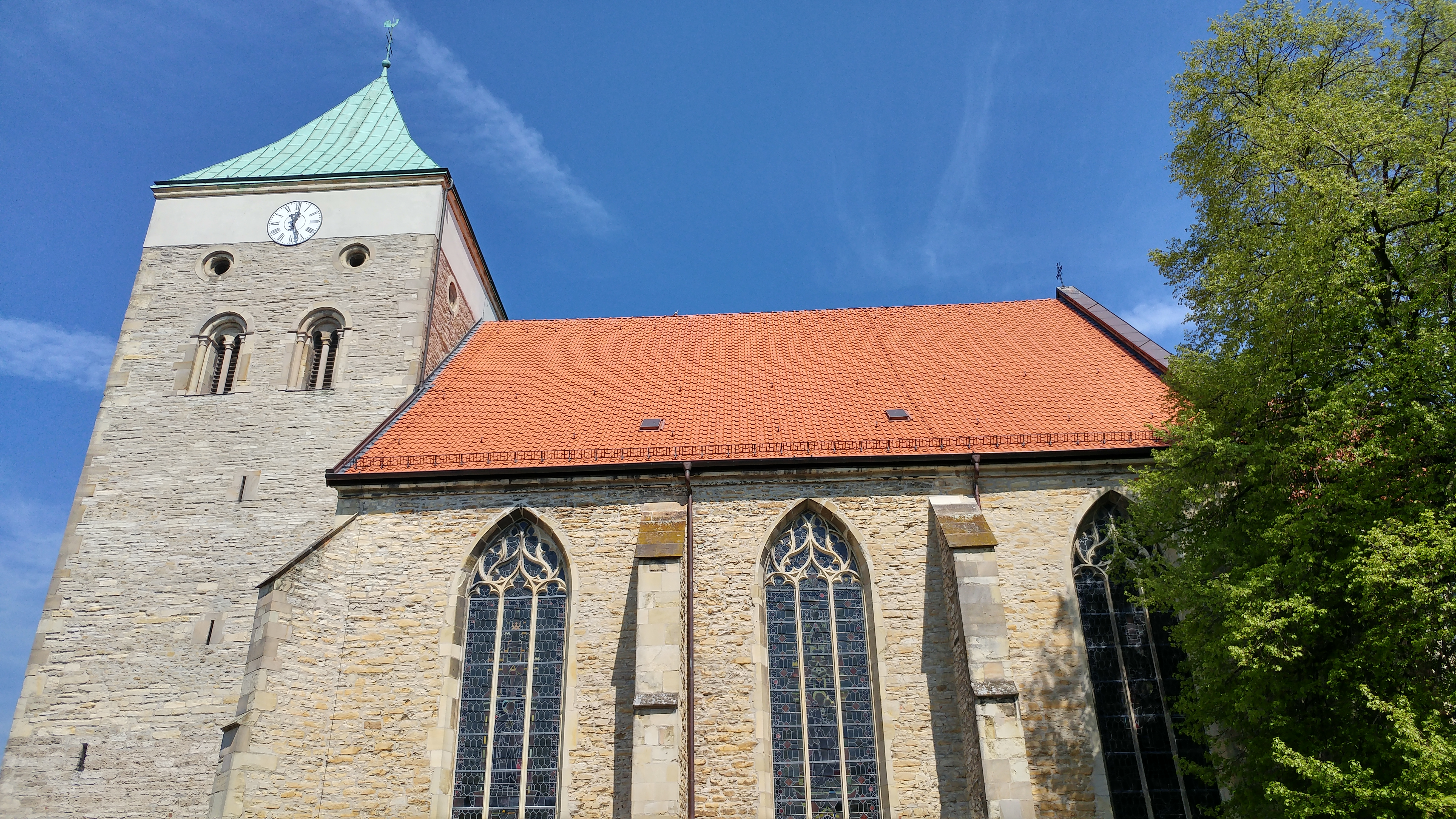
Pfarrkirche St. Magnus

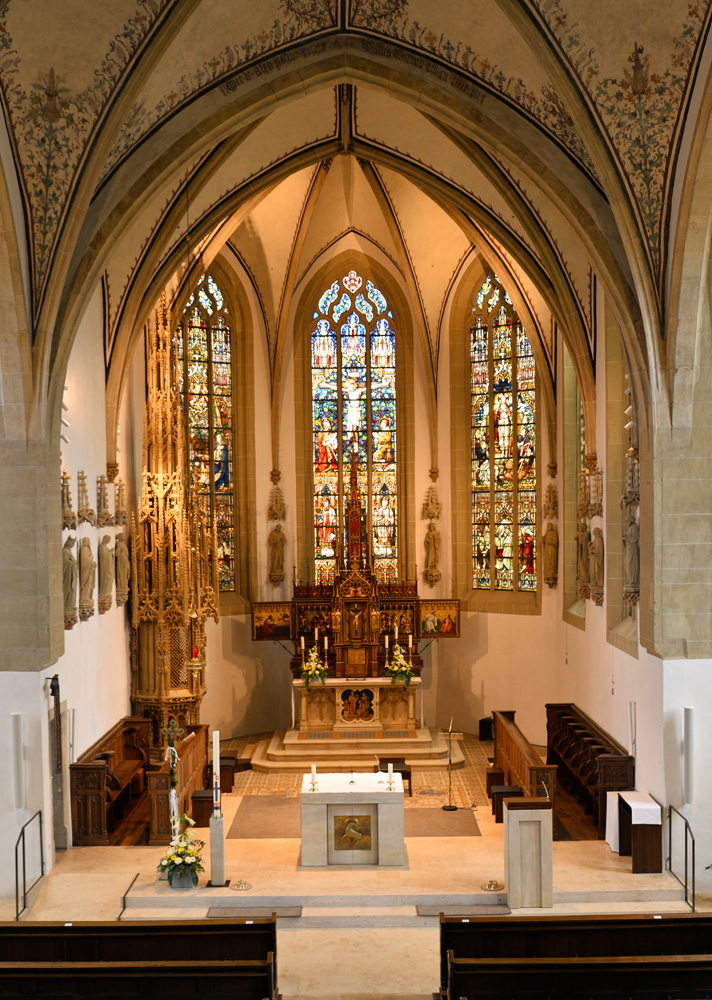
Innenansicht Pfarrkirche St. Magnus

Die Pfarrkirche St. Magnus ist eine katholische Kirche in Everswinkel im Kreis Warendorf, Nordrhein-Westfalen. Sie ist die Pfarrkirche der Katholischen Kirchengemeinde St. Magnus / St. Agatha im Dekanat Warendorf des Bistums Münster.

## Geschichte
Die Kirchengemeinde ist älter als die dem Patronat des Heiligen geweihte Kirche. Schriftliche Quellen zur Gründung liegen nicht vor. Die Forschung ist sich einig, dass die Gemeinde um 867 die Reliquien des hl. Magnus vom Münsteraner Bischof Liutbert geschenkt bekam.
Der Kirchturm wurde um 1200 im romanischen Stil errichtet. Die Basis des Turmes ist aus Laerer Kalkstein errichtet. Der Mauerstamm ist aus örtlichen Bruchsteinen erbaut. Der Aufsatz des Turmes wurde aus Backsteinen gebaut und ist heute verputzt. Der Putz, der Pyramidenhelm und das Westportal wurden im 19. Jahrhundert ergänzt. Bis zur Mitte des Turmes sind Öffnungen zu erkennen, die wohl als Schießscharten dienten.
Am 28. Februar 1489 wurde der Grundstein für die spätgotische Hallenkirche gelegt. 1522 konnte der Bau vollendet werden. Da man bei diesem Neubau den Kirchturm im Westen beibehielt und im Osten bereits Häuser standen, musste die Kirche kürzer als in der Gotik üblich gebaut werden.
Im Jahr 1957 wurde die Kirche grundlegend renoviert. Dabei entdeckte man die ursprüngliche Deckenbemalung aus dem Jahr 1523/33. Die Schlusssteine der Gewölbe sind mit Wappen der örtlichen Adelsfamilien verziert. Über dem Chor ist der hl. Magnus, der Patron der Kirche, mit der Mitra eines Bischofs dargestellt.
Eine Innenrenovierung mit liturgischer Neuordnung fand 2020/2021 statt.

## Ausstattung
An der Südseite finden sich ein Eber auf einem Menschenkopf sowie ein echsenartiges Wesen mit Flügeln und buschigem Schwanz. Zunächst vermutete man eine Anspielung auf den Ortsnamen, allerdings kann der Eber als Zeichen des germanischen Fruchtbarkeitsgottes auch in Erinnerung an ihn gesehen werden.
Im nördlichen Seitenschiff steht die Figurengruppe Christus am Ölberg, die Johann Wilhelm Gröninger aus Baumberger Sandstein fertigte. Stifter war Pfarrer Marx, aus dessen Zeit auch die barocke Ausstattung der Kirche, sowie einige Bildstöcke und ein Wegekreuz stammen. Unterhalb der Figurengruppe steht das Taufbecken aus dem 16. Jahrhundert, ebenfalls aus Baumberger Sandstein. Im südlichen Seitenschiff steht eine Pietà von 1460. Vor der Orgel hängt von der Decke herab eine barocke Strahlenmadonna aus Eichenholz.
Im Chor erhebt sich ein neugotischer Hochaltar aus dem 19. Jahrhundert. Dieser stammt aus der Kunstwerkstätte Karl Schnittkemper (Beelen) und wurde zum Osterfest 1889 von einem verstorbenen Einwohners Everswinkels gestiftet. Die Figuren und Reliefbilder des nach einem Entwurf des Architekten Hilger Hertel gefertigten Flügelaltars stammen vom Bildhauer August Schmiemann (Münster).
Links neben dem Hochaltar befindet sich das Sakramentshaus aus der Werkstatt von Bernhard Bunickmann. Über einer sechseckigen Basis steigt der gotische Turmhelm bis in das Gewölbe. Auf der Spitze sitzt ein Pelikan, ein Christussymbol.
Everswinkel verfügt über das älteste Hungertuch des Bistums Münster. Es wurde 1614 angefertigt und bildet die fünf Geheimnisse des schmerzhaften Rosenkranzes ab.
Im ersten Obergeschoss des Turmes befindet sich ein Gemälde auf Holz, bei dem es sich um das Kulissenteil eines Ostergrabes handelt, das mit „17. Jahrhundert“ datiert ist. Dargestellt sind Engel mit Leidenswerkzeugen und die fünf Wunden Christi.

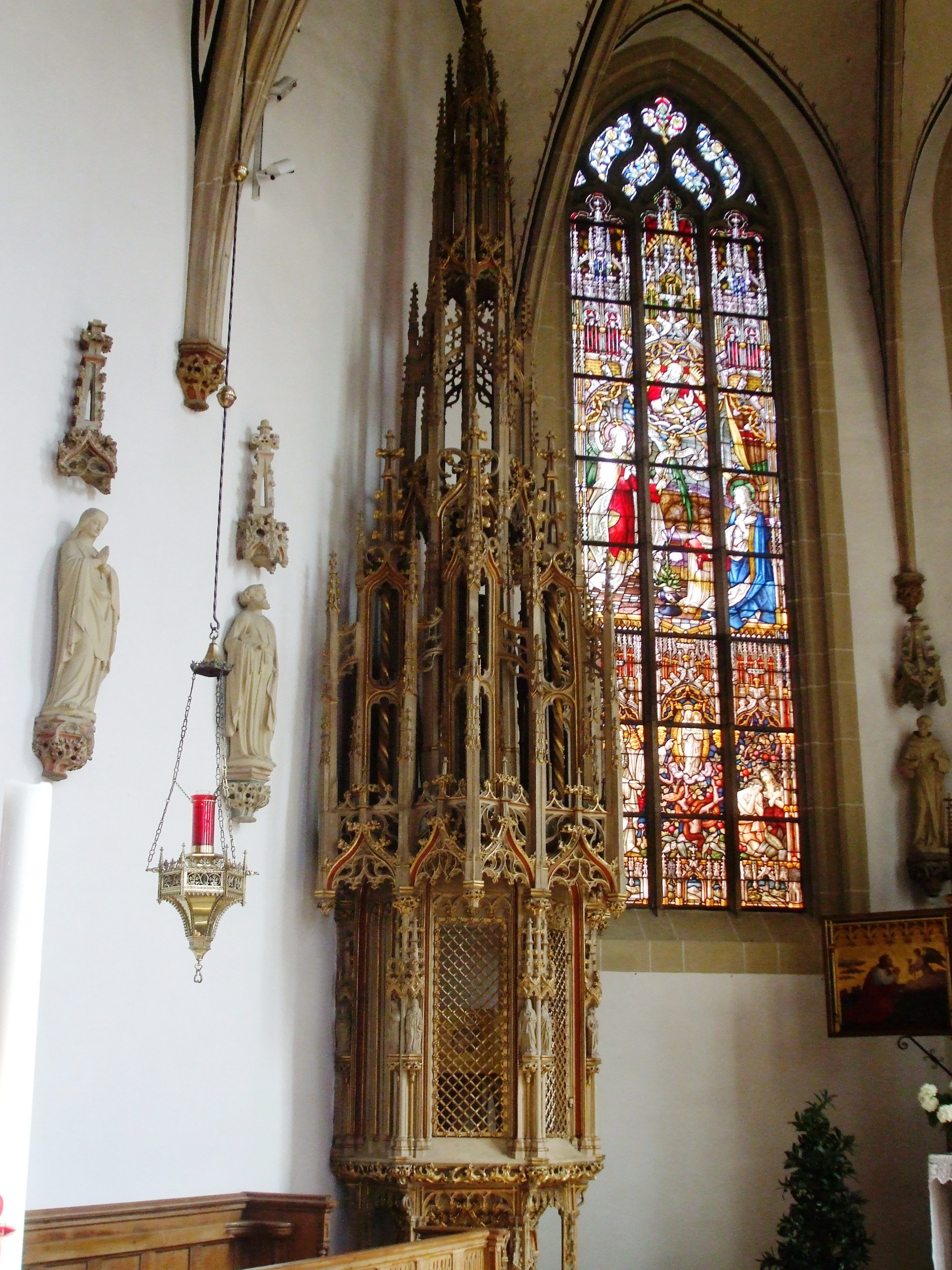
Sakramentshaus
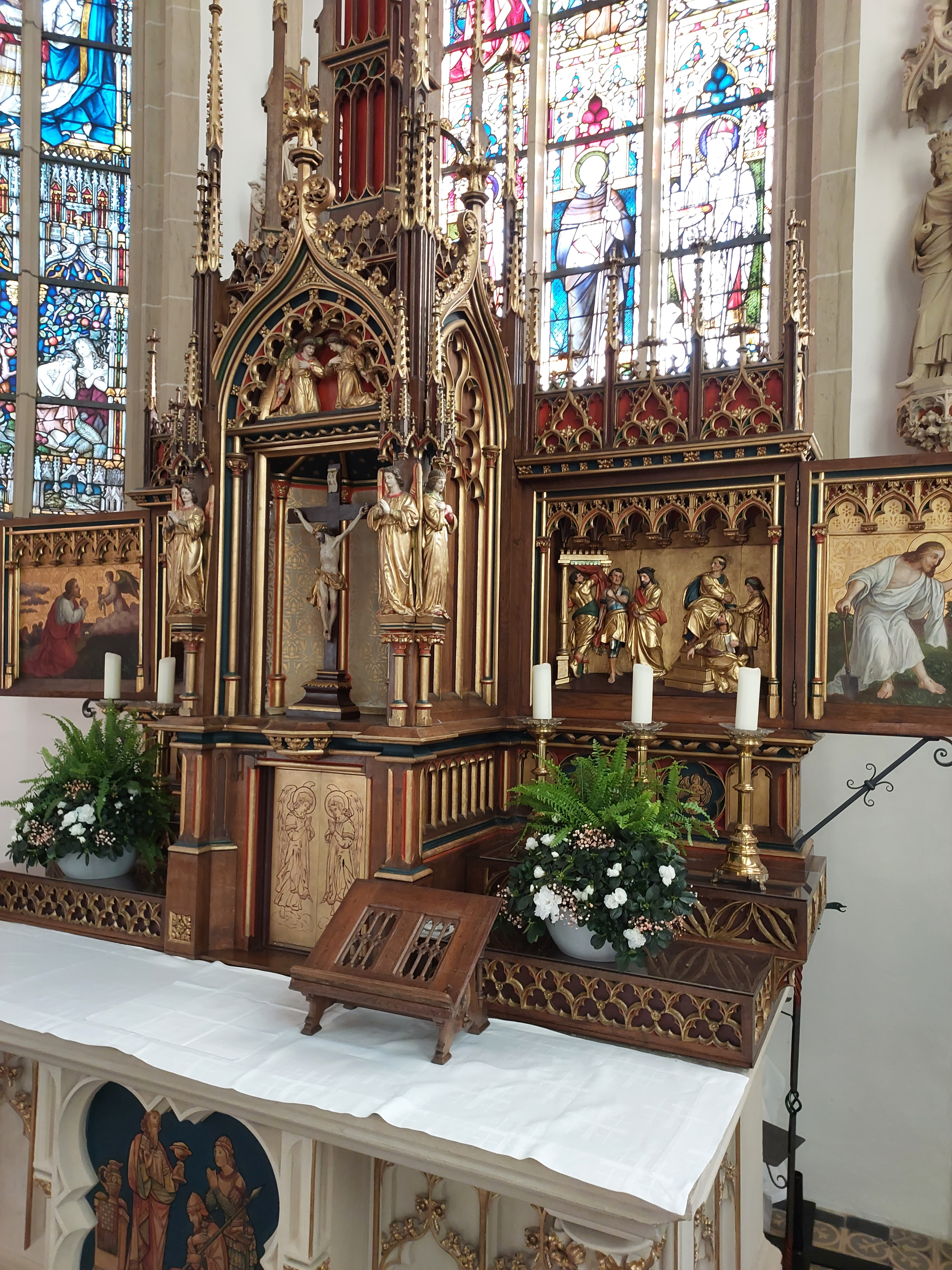
Hochaltar mit Figuren und Reliefs des Bildhauers August Schmiemann
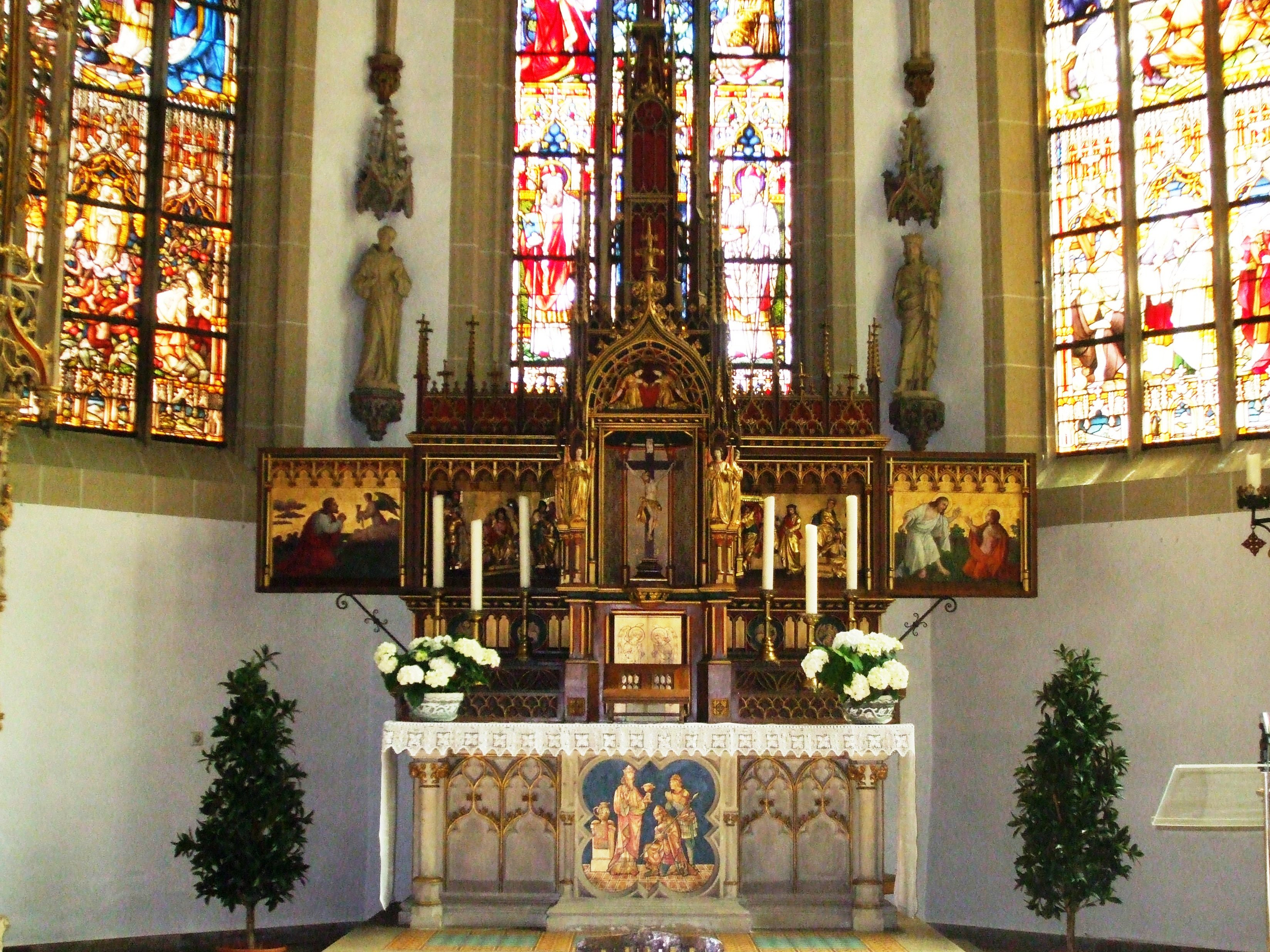
Flügelaltar
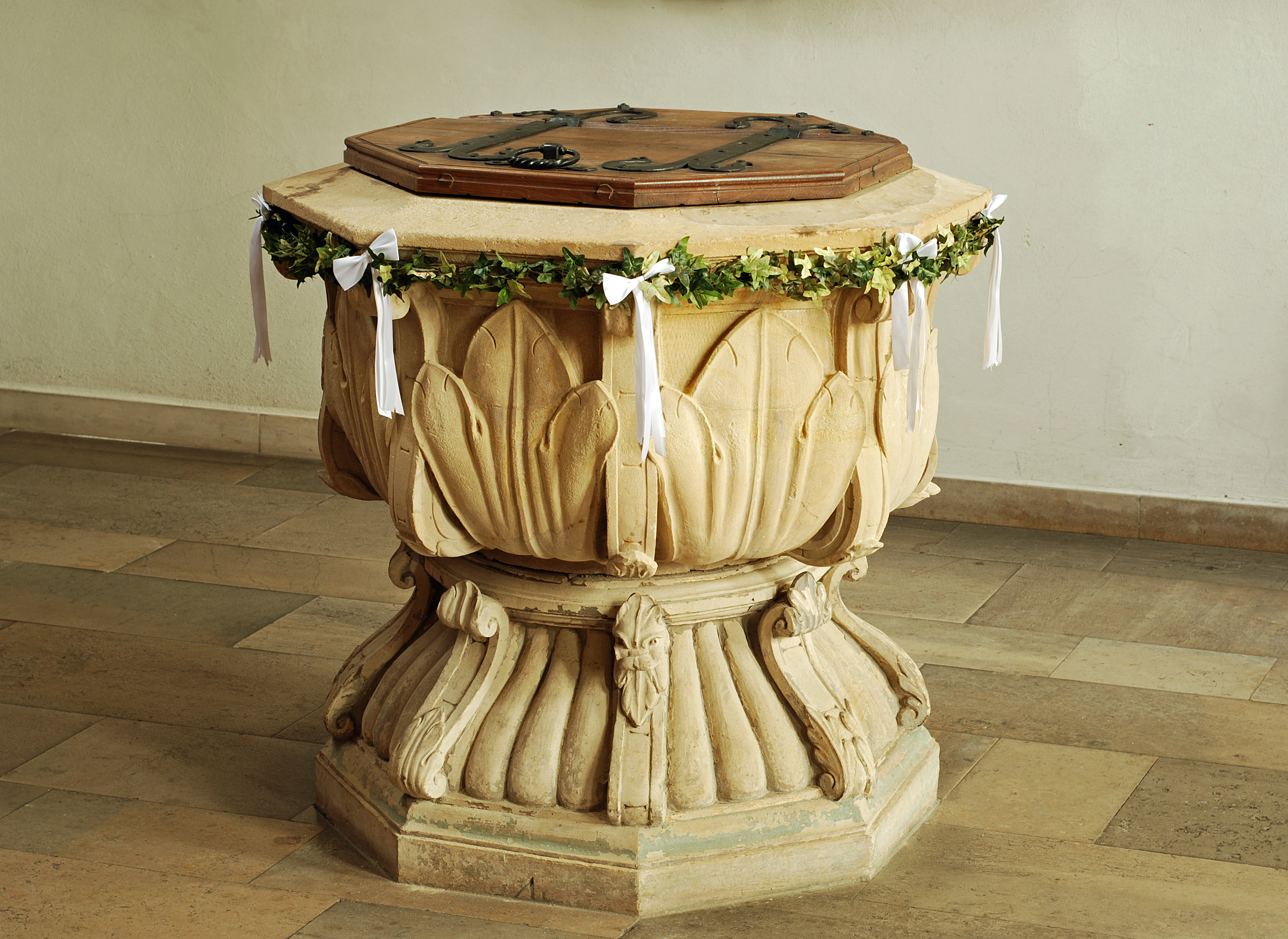
Taufstein
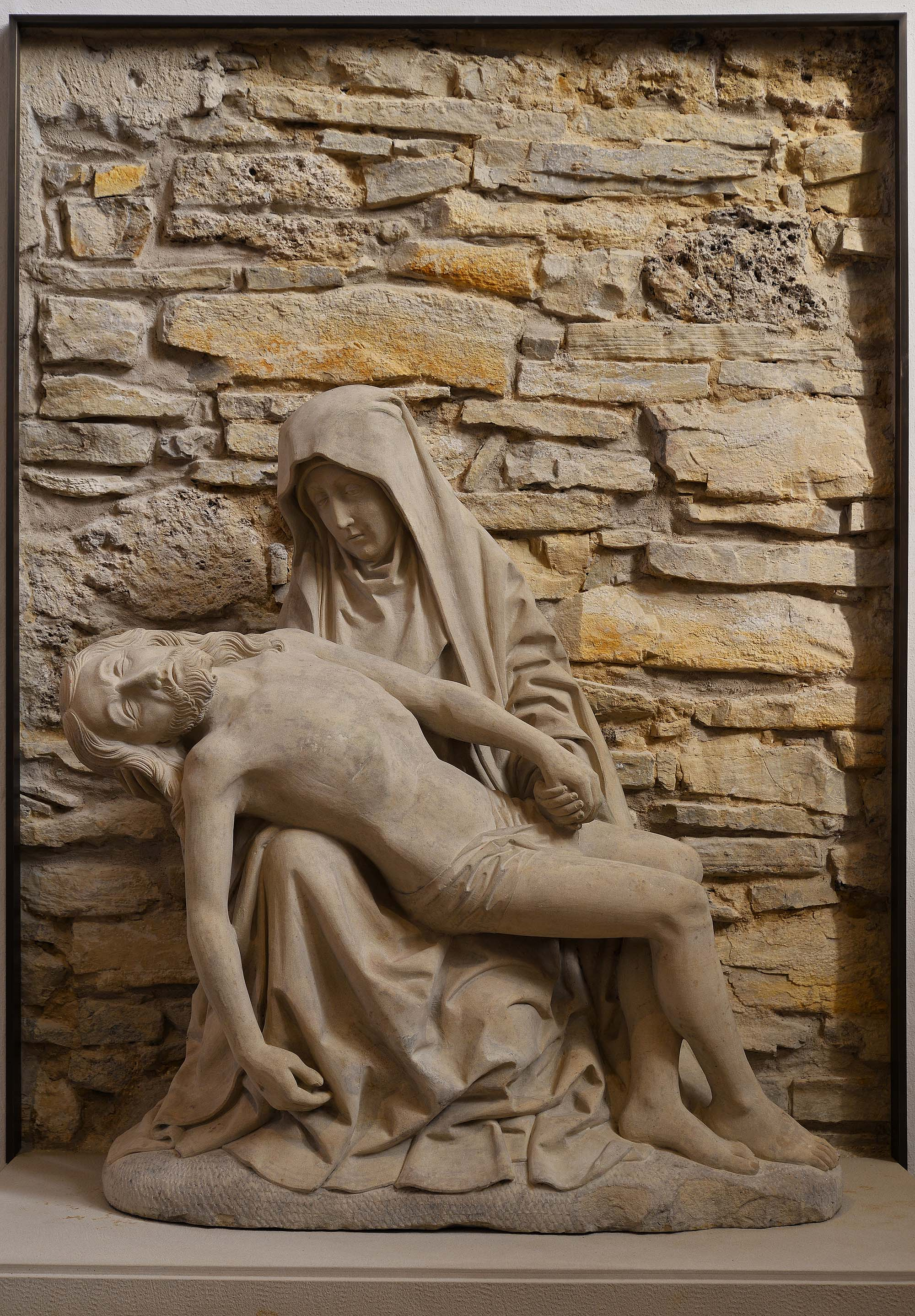
Pietà von 1460
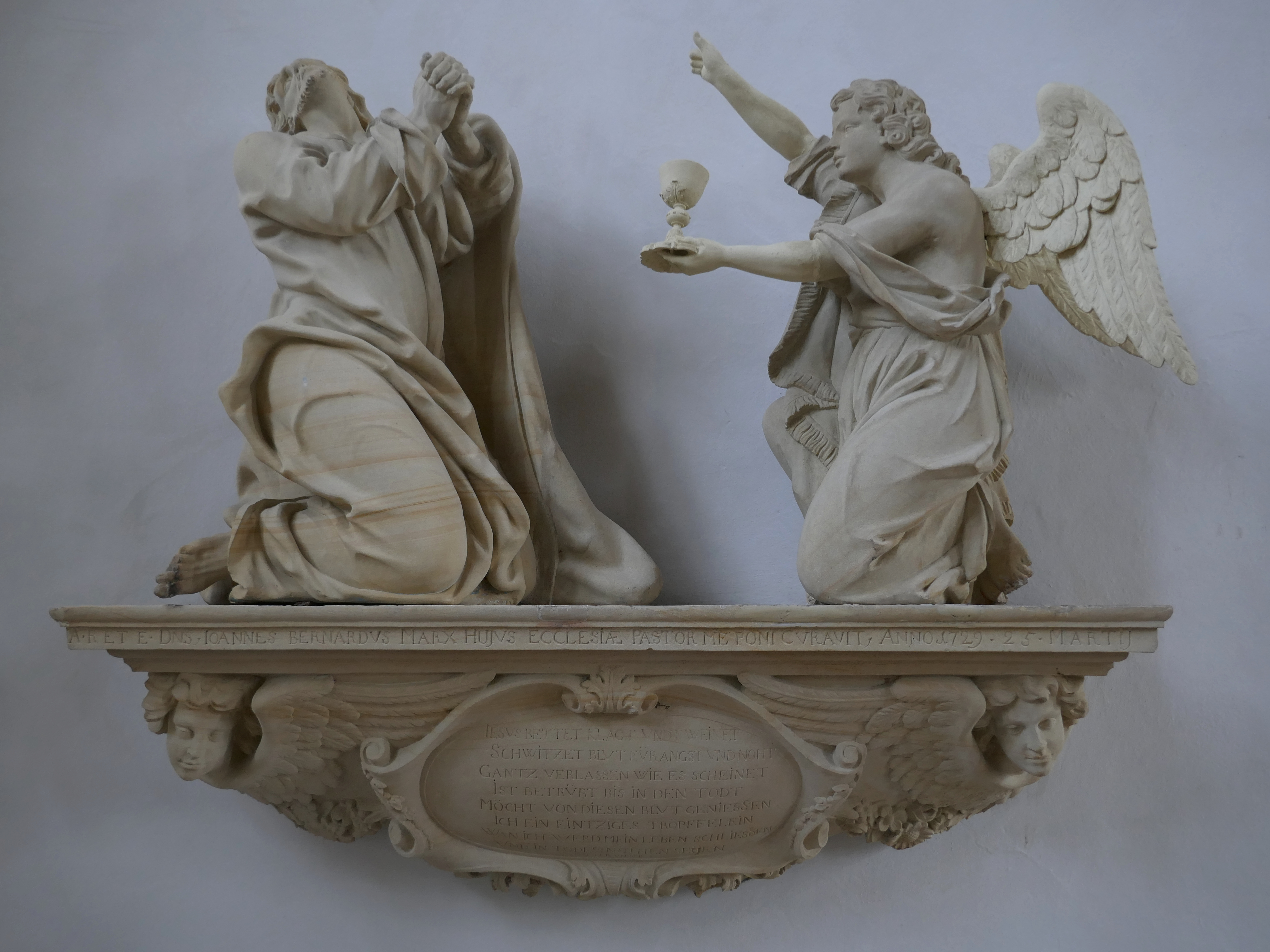
Skulptur Christus am Ölberg

## Orgel

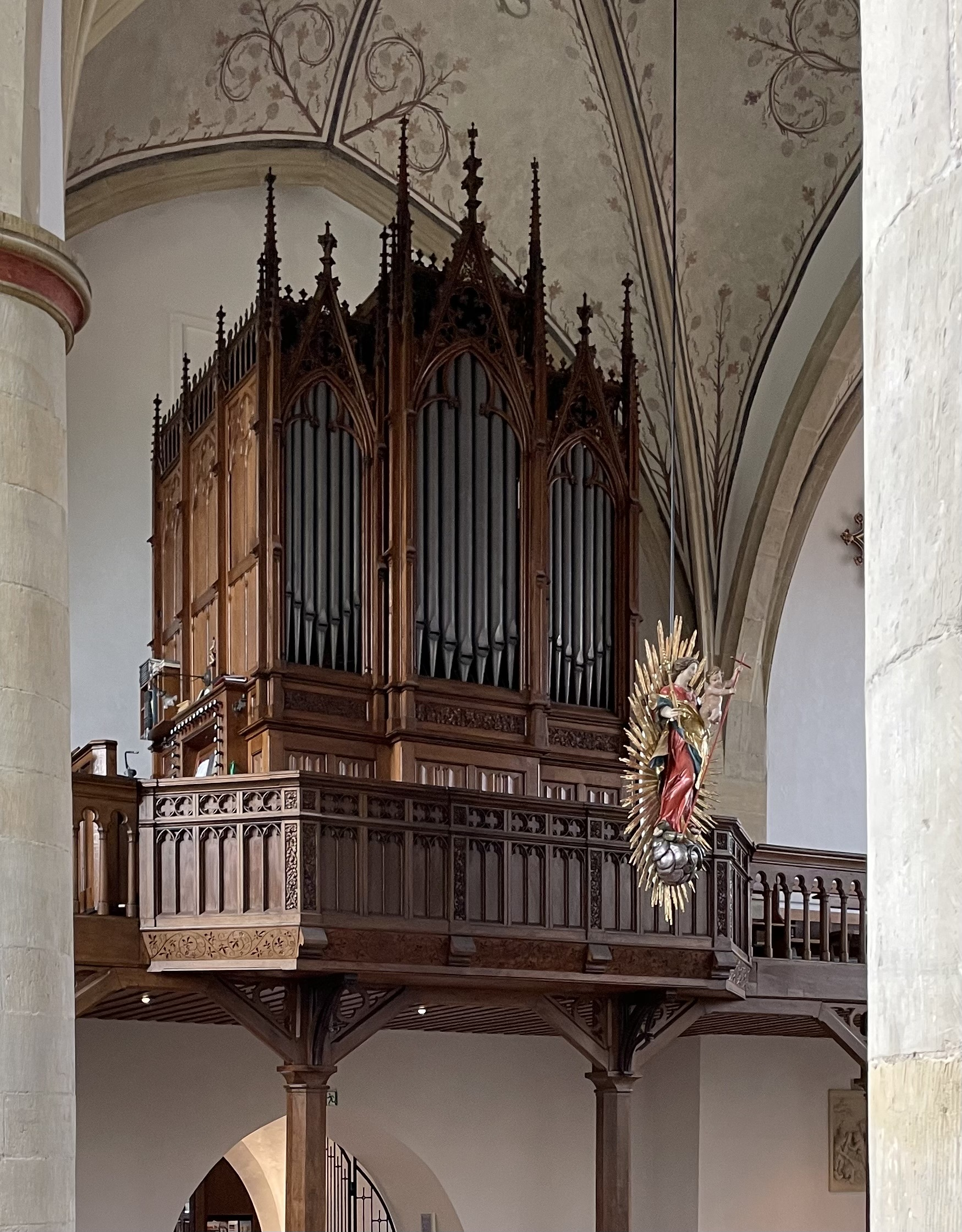
Fleiter-Orgel

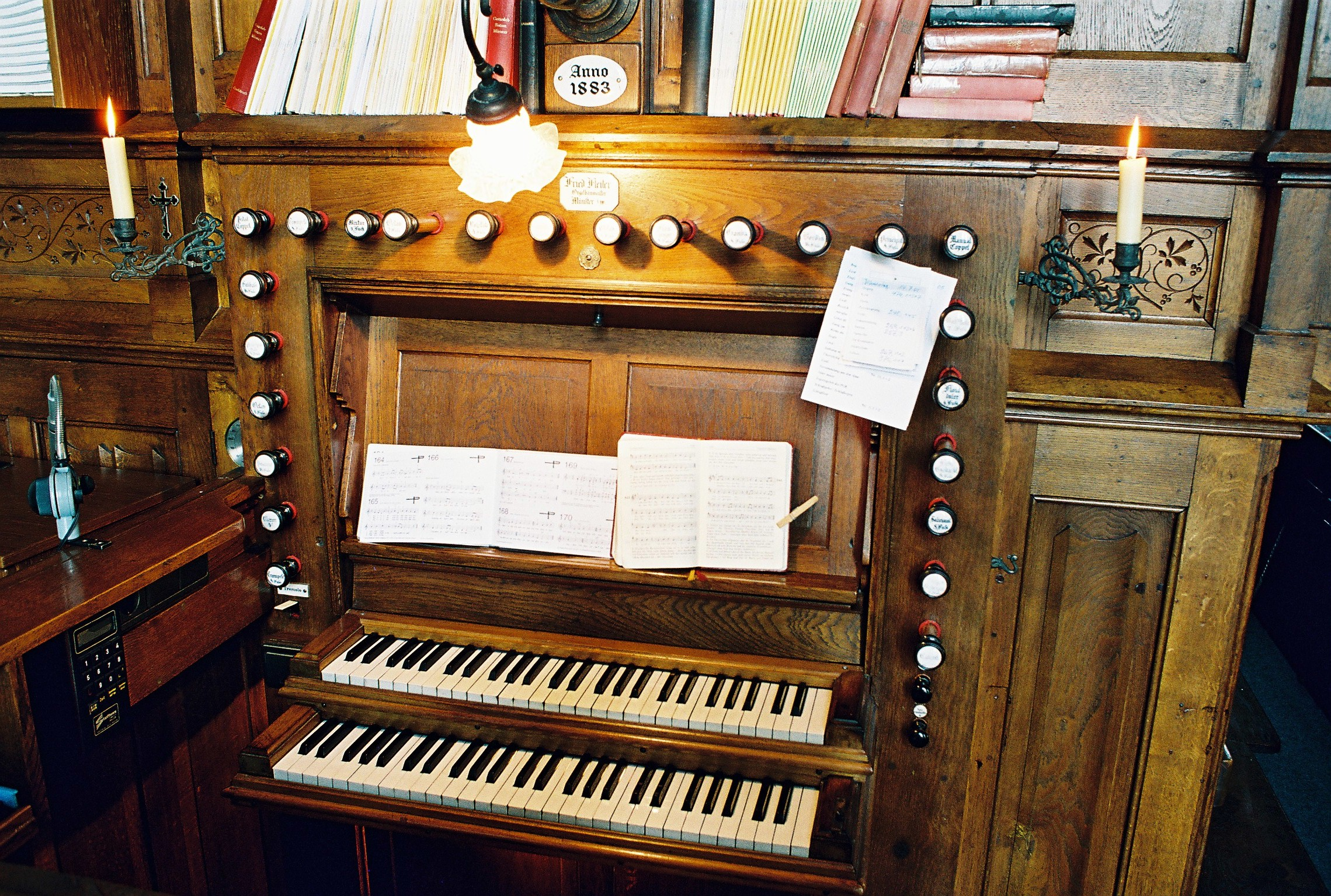
Spieltisch der Fleiter-Orgel

Die Orgel wurde 1883 von der Orgelbaufirma Friedrich Fleiter in Münster/Westfalen erbaut. Das Instrument besitzt Schleifladen (getrennte Pedal-Lade für die Pedalzungen in 16', 8' und 4' Lage) bei mechanischer Tastatur und Registratur. Es hat 23 Register verteilt auf Hauptwerk, Unterwerk und Pedal in einem massiven, neugotisch geschnitzten Eichengehäuse.
| I Unterwerk C–f3 |                  |     |      |
| 1.               | Geigenprinzipal  | 08′ |      |
| 2.               | Salicional       | 08′ |      |
| 3.               | Lieblich Gedackt | 08′ |      |
| 4.               | Aeoline          | 08′ | 0(n) |
| 5.               | Vox coelestis    | 08′ | 0(n) |
| 6.               | Flaut dolce      | 04′ |      |
| 7.               | Waldflöte        | 02′ |      |

| II Hauptwerk C–f3 |                |     |
| 08.               | Bordun         | 16′ |
| 09.               | Prinzipal      | 08′ |
| 10.               | Gamba          | 08′ |
| 11.               | Flaut major    | 08′ |
| 12.               | Octav          | 04′ |
| 13.               | Rohrflöte      | 04′ |
| 14.               | Octav          | 02′ |
| 15.               | Sesquialter II |     |
| 16.               | Mixtur III     |     |
| 17.               | Trompete       | 08′ |

| Pedalwerk C–c1 |               |     |
| 18.            | Subbass       | 16′ |
| 19.            | Principalbass | 08′ |
| 20.            | Octav         | 04′ |
| 21.            | Posaune       | 16′ |
| 22.            | Trompete      | 08′ |
| 22.            | Clarine       | 04′ |

- Koppeln: II/I, II/P
- Spielhilfen: mechanischer Pedalzungenabsteller
- Effektregister: Calcantenglöckchen (es4)
- Anmerkungen

(n) = ergänztes Register (1930)

## Marienkapelle
Am nordwestlichen Rand des Kirchplatzes steht heute die Marienkapelle. Sie wurde 1884 zu Ehren des Münsteraner Bischofs Johann Bernhard Brinkmann errichtet und beinhaltet die Darstellung einer Schmerzensmutter aus dem 18. Jahrhundert. 1922 wurde die Marienkapelle als Kriegergedächtniskapelle umgestaltet.

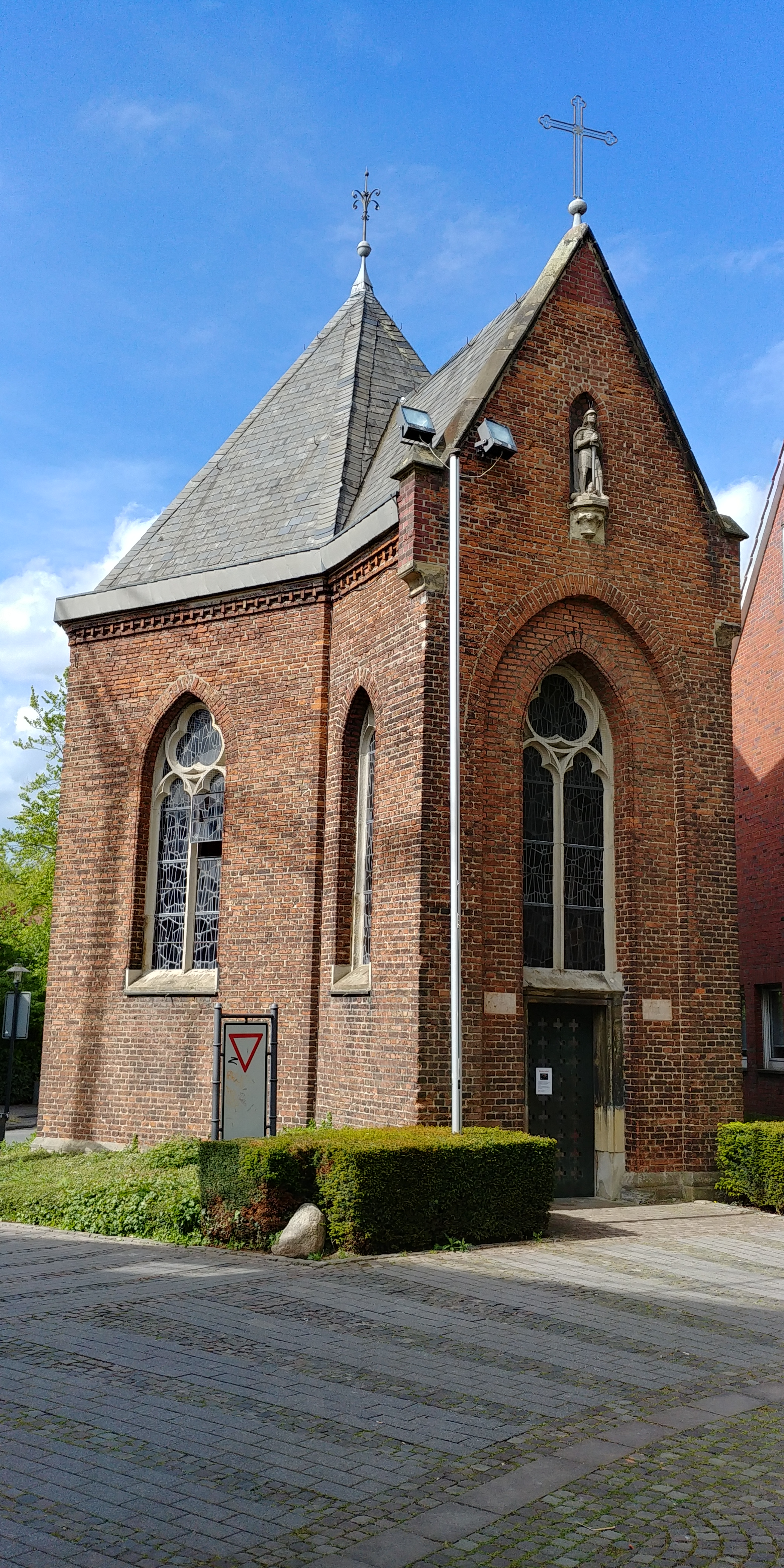
Marienkapelle
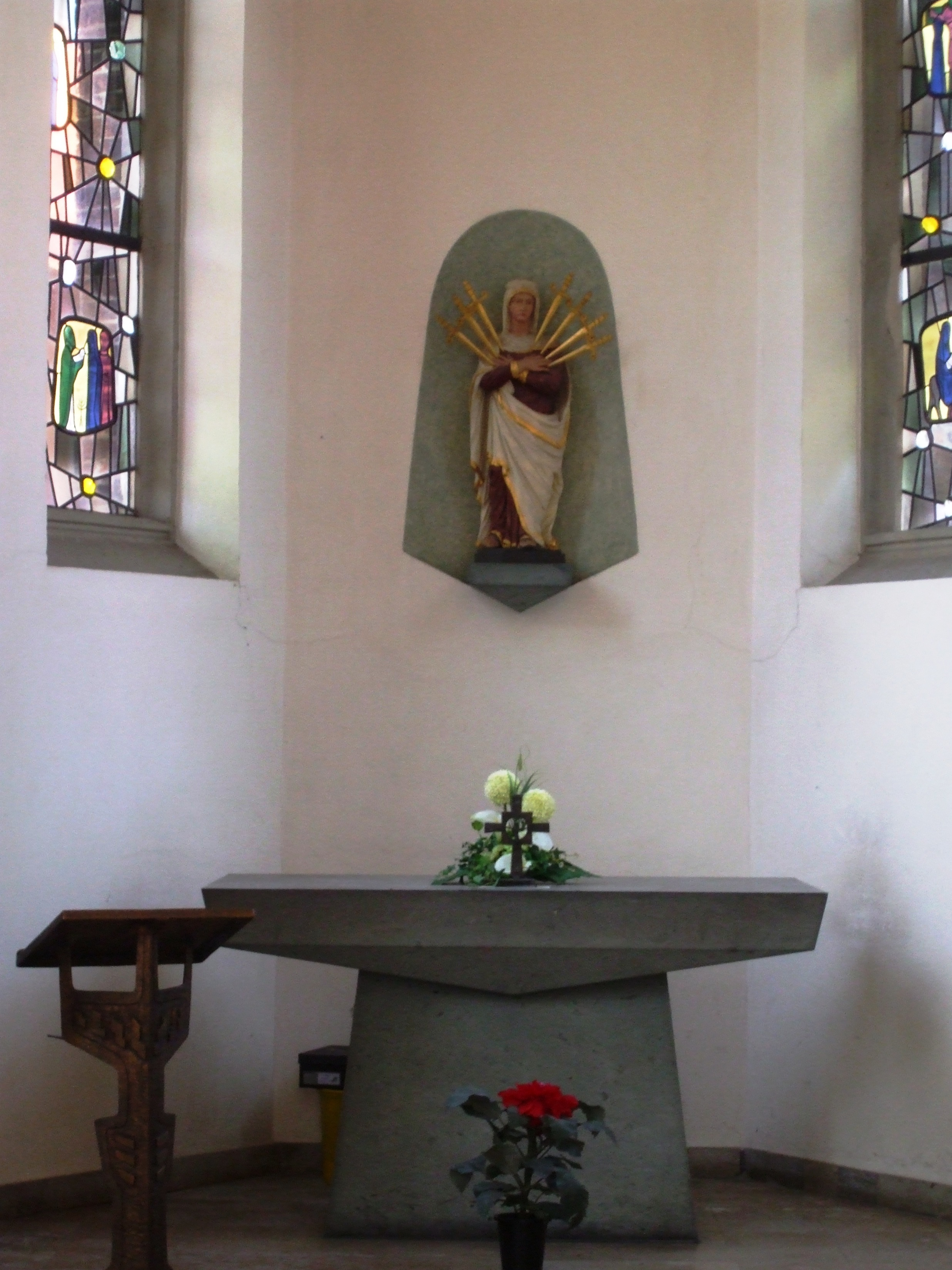
Altarraum der Marienkapelle
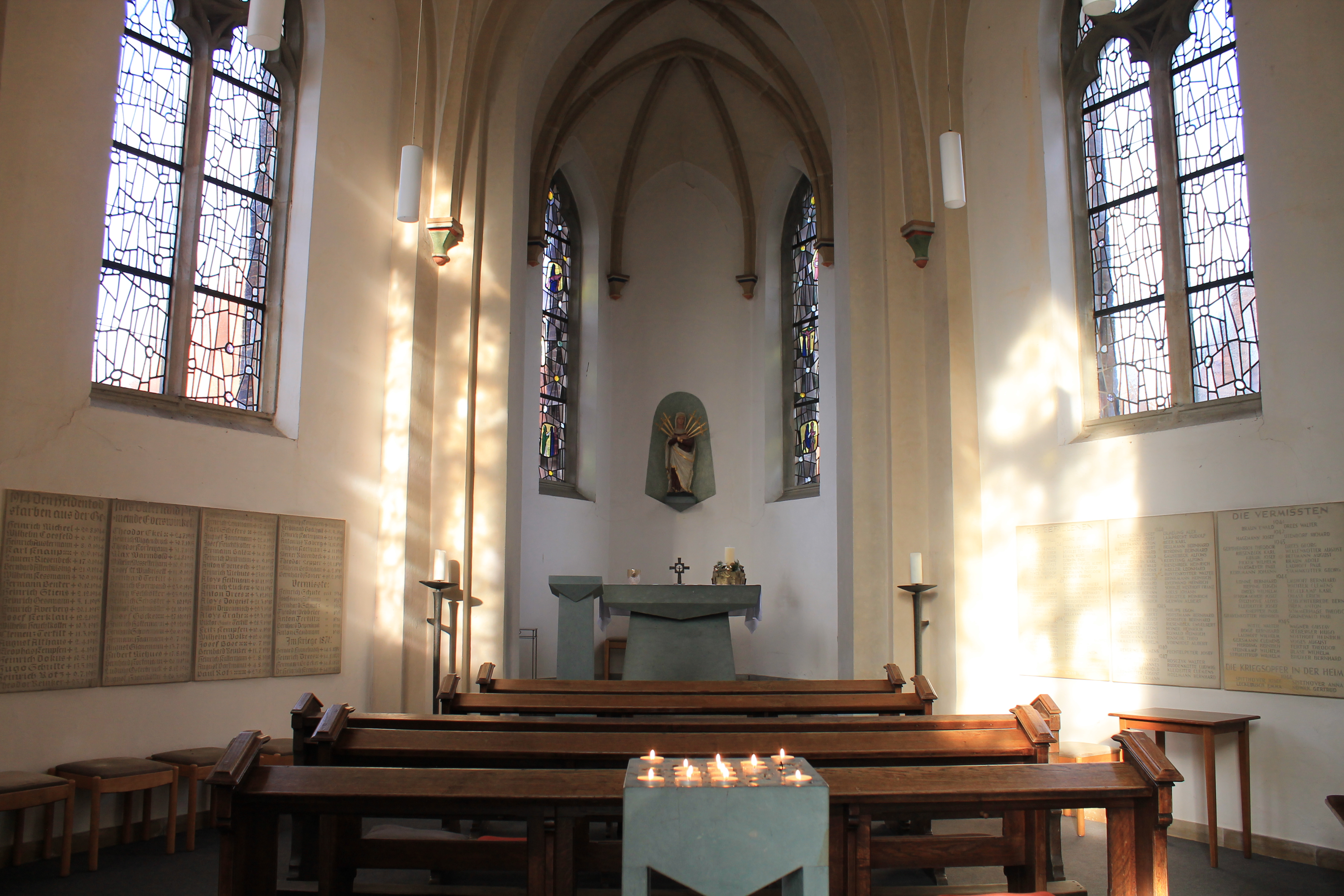
Marienkapelle Innenansicht